# Heinrich von Pitreich
Heinrich Martin svobodný pán von Pitreich (10. listopadu 1841 Lublaň – 13. ledna 1920 Vídeň) byl rakousko-uherský generál. V c. k. armádě sloužil od roku 1860 u ženistů, několik let strávil na Moravě a později se uplatnil jako důstojník generálního štábu. V letech 1902–1906 zastával funkci ministra války Rakouska-Uherska a v roce 1904 dosáhl hodnosti polního zbrojmistra. Po sporech s uherskou opozicí byl z funkce ministra odvolán vlivem následníka trůnu Františka Ferdinanda d'Este a v roce 1907 byl penzionován. V roce 1909 získal titul barona. 

## Biografie

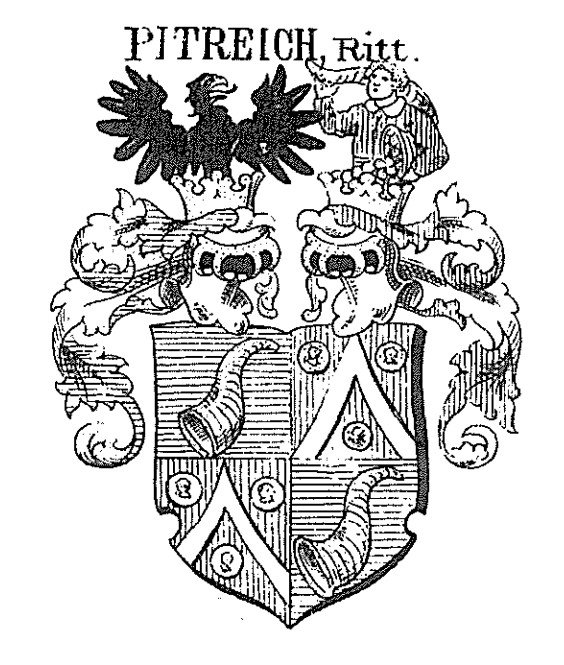
Erb rodu Pitreichů

Pocházel z rakouské úřednické rodiny povýšené v roce 1769 do šlechtického stavu, narodil se jako druhorozený syn právníka a soudce Vinzenze Pitreicha (1798–1869). V letech 1856–1859 studoval na ženijní akademii v bývalém Louckém klášteru u Znojma a v hodnosti poručíka byl v roce 1860 zařazen k 1. ženijnímu pluku. Poté sloužil mimo jiné v Krakově a Lvově. Mezitím si doplnil vzdělání na Válečné škole (K.u.k. Kriegschule) ve Vídni a jako nadporučík byl zařazen do sboru důstojníků generálního štábu (1866). Vystřídal další službu v Olomouci a Brně a jako kapitán (1871) byl přidělen přímo ke generálnímu štábu, kde od roku 1876 působil u operačního oddělení. Postupoval v hodnostech (major 1878, podplukovník 1882) a od roku 1883 vedl 5. oddělení na říšském ministerstvu války. Roku 1885 dosáhl hodnosti plukovníka byl přeložen k pěšímu pluku č. 72 do Prešpurku, od roku 1889 byl jeho velitelem. V letech 1890–1895 vedl prezidiální kancelář na ministerstvu války a mezitím byl v roce 1891 povýšen na generálmajora. V roce 1895 dosáhl hodnosti polního podmaršála a převzal velení 24. divize v Přemyšlu. Od roku 1896 působil ve funkci zástupce náčelníka generálního štábu Friedricha von Beck-Rzikowského. Na této pozici vypracoval nové metody pro manévry jízdních vojsk a napsal návrh pravidel pro výcvik pěchoty.

### Ministr války
Od 17. prosince 1902 do 24. října 1906 zastával post ministra války Rakouska-Uherska (jedno ze tří společných ministerstev Rakouska-Uherska, zřízených po rakousko-uherském vyrovnání). V roce 1904 dosáhl v armádě druhé nejvyšší hodnosti polního zbrojmistra. Za jeho úřadování v čele resortu byly do výzbroje armády zavedeny kulomety a nová děla. Zasloužil se i o reformu vojenských soudů, v roce 1903 prosadil nový řád pro výcvik důstojníků. Důstojníkům nařídil také znalost národního jazyka podle místa působení. Snažil se o revizi dohody o kontingentech rekrutů z roku 1868, čímž ovšem proti sobě vyvolal ostrou opozici v Uhersku. Uherský parlament dlouhodobě požadoval rozdělení c. k. armády na rakouskou a uherskou část, což zamítl císař František Josef I., Pitreich byl ale ochoten přistoupit na uznání maďarštiny jako úředního jazyka u uherských jednotek. Jeho ochota k ústupkům ho následně stála podporu následníka trůnu Františka Ferdinanda d'Este. Roku 1906 se o Pitreichovi uvažovalo jako o možném náčelníkovi generálního štábu armády, ale post nakonec získal Franz Conrad von Hötzendorf vlivem Františka Ferdinanda. Následníkovým přičiněním musel nakonec odstoupit i Pitreich, na funkci ministra rezignoval koncem října 1906. K datu 1. května 1907 byl v armádě penzionován, V roce 1908 obdržel čestnou hodnost generála pěchoty. 
Po odchodu do výslužby žil v soukromí a začal pracovat na svých pamětech. Vydal tři knihy z oboru vojenské teorie a publikoval také řadu článků v Neue Freie Presse. Zemřel ve Vídni v roce 1920 ve věku 78 let a byl pohřben na Centrálním hřbitově ve Vídni. 

## Tituly a ocenění
Od narození užíval šlechtický titul rytíř (Ritter von Pitreich). Při uvedení do funkce ministra války obdržel zároveň titul c. k. tajného rady s nárokem na oslovení Excelence (1902). Od roku  1903 byl čestným majitelem pěšího pluku č. 63 (Das k.u.k. Infanterieregiment Freiherr von Pitreich Nr. 63). Během vojenské služby obdržel řadu vyznamenání, jako ministr války získal ocenění i od zahraničních hlav států. V roce 1909 byl povýšen do stavu svobodných pánů (Freiherr von Pitreich).

### Rakousko-Uhersko
- velkokříž Řádu sv. Štěpána
- velkokříž Leopoldova řádu
- Řád železné koruny II. třídy
- Vojenský záslužný kříž
- Vojenská záslužná medaile
- Vojenský jubilejní kříž

### Zahraničí
- Řád sv. Anny I. třídy (Rusko)
- Řád červené orlice I. třídy (Německo)
- Řád pruské koruny I. třídy (Německo)
- velkokříž Řádu Karla III. (Španělsko)
- velkokříž Řádu rumunské koruny (Rumunsko)
- velkokříž Řádu italské koruny (Itálie)
- velkokříž Řádu Spasitele (Řecko)
- velkokříž Řádu Albrechtova (Sasko)
- velkodůstojník Řádu rumunské hvězdy (Rumunsko)
- komandér Řádu čestné legie (Francie)
- komandér Danebrožského řádu (Dánsko)
- rytíř Řádu meče (Švédsko)

## Rodina
V roce 1871 se ve Vídni oženil s Helenou von Dessary (1843–1907), z manželství se narodily tři děti. Starší syn Hugo (1875–1915) padl jako podplukovník za první světové války na východní frontě. Mladší syn Maximilian (1877–1945) dosáhl v c. k. armádě hodnosti plukovníka, poté byl důstojníkem rakouské armády a nakonec za druhé světové války sloužil u wehrmachtu. 
Heinrichův starší bratr Anton von Pitreich (1838–1907) byl rakousko-uherským generálem a v letech 1898–1903 prezidentem Nejvyššího vojenského soudního dvora. Nejmladší z bratrů August von Pitreich (1855–1934) byl právníkem a prezidentem zemského soudu ve Štýrském Hradci. Také jejich potomci sloužili v armádě, Antonův syn Anton von Pitreich mladší (1870–1939) byl rakousko-uherským generálmajorem (1918), Augustův syn August von Pitreich (1891–1960) dosáhl hodnosti generálmajora v rakouské armádě a za druhé světové války byl jako štábní důstojník wehrmachtu přidělen k úřadu říšského protektora v Praze.